# Kreis Adelnau

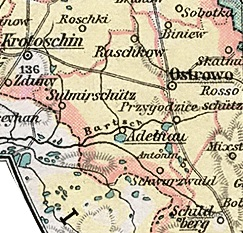
Kreis Adelnau 1887–1919

Der Kreis Adelnau bestand 1793–1807 in der preußischen Provinz Südpreußen und 1815–1919 in der preußischen Provinz Posen.

## Größe
Der Kreis Adelnau hatte bis zur Teilung im Jahr 1887 eine Fläche von 893 km², danach 483 km².

## Geschichte
Das Gebiet um die großpolnischen Städte Adelnau und Ostrowo gehörte nach der Zweiten Teilung Polens von 1793 bis 1807 zum Kreis Adelnau in der preußischen Provinz Südpreußen. Durch den Frieden von Tilsit kam das Gebiet 1807 zum Herzogtum Warschau. 

### Posen

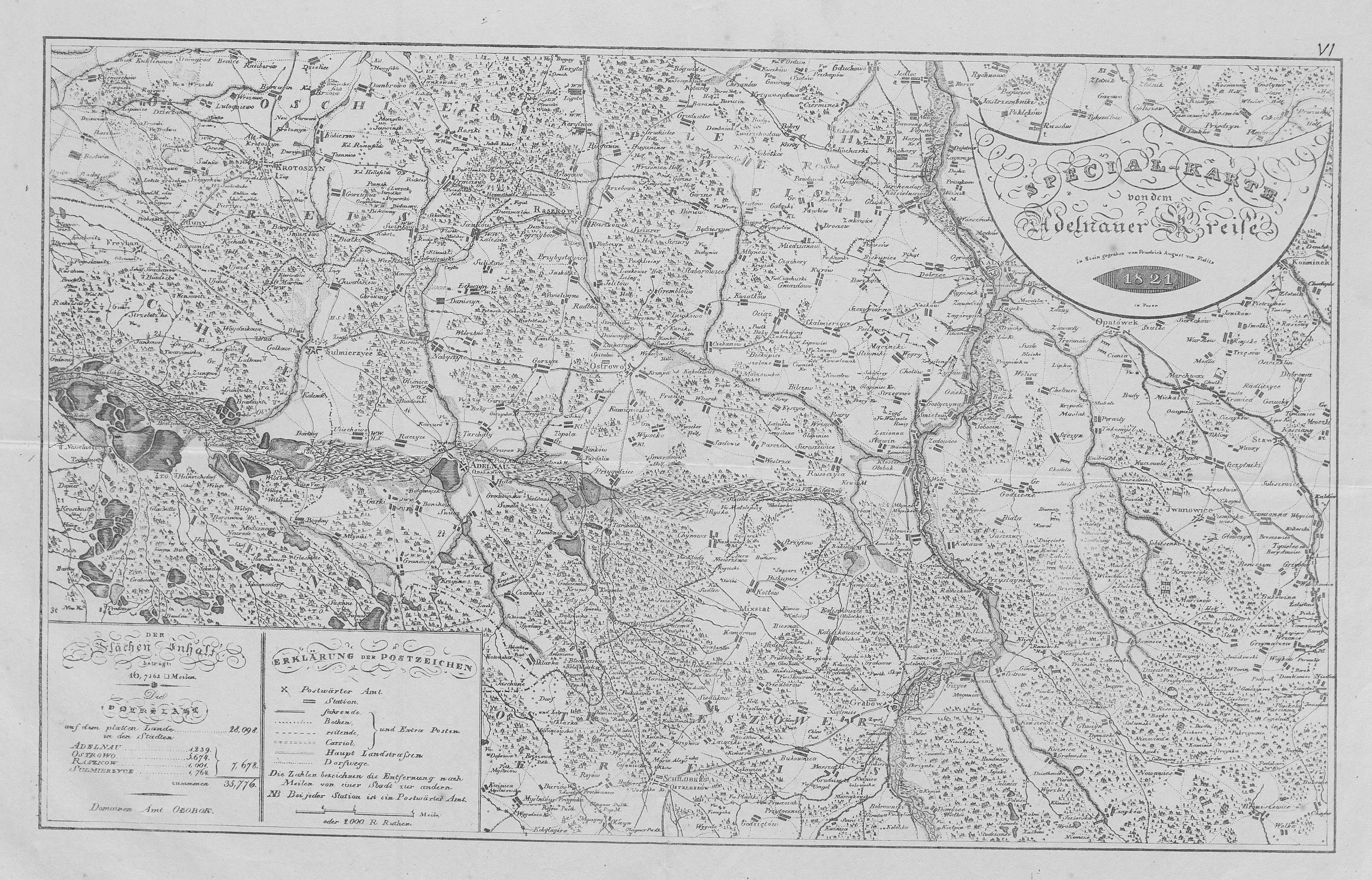
Kreis Adelnau 1818–1887

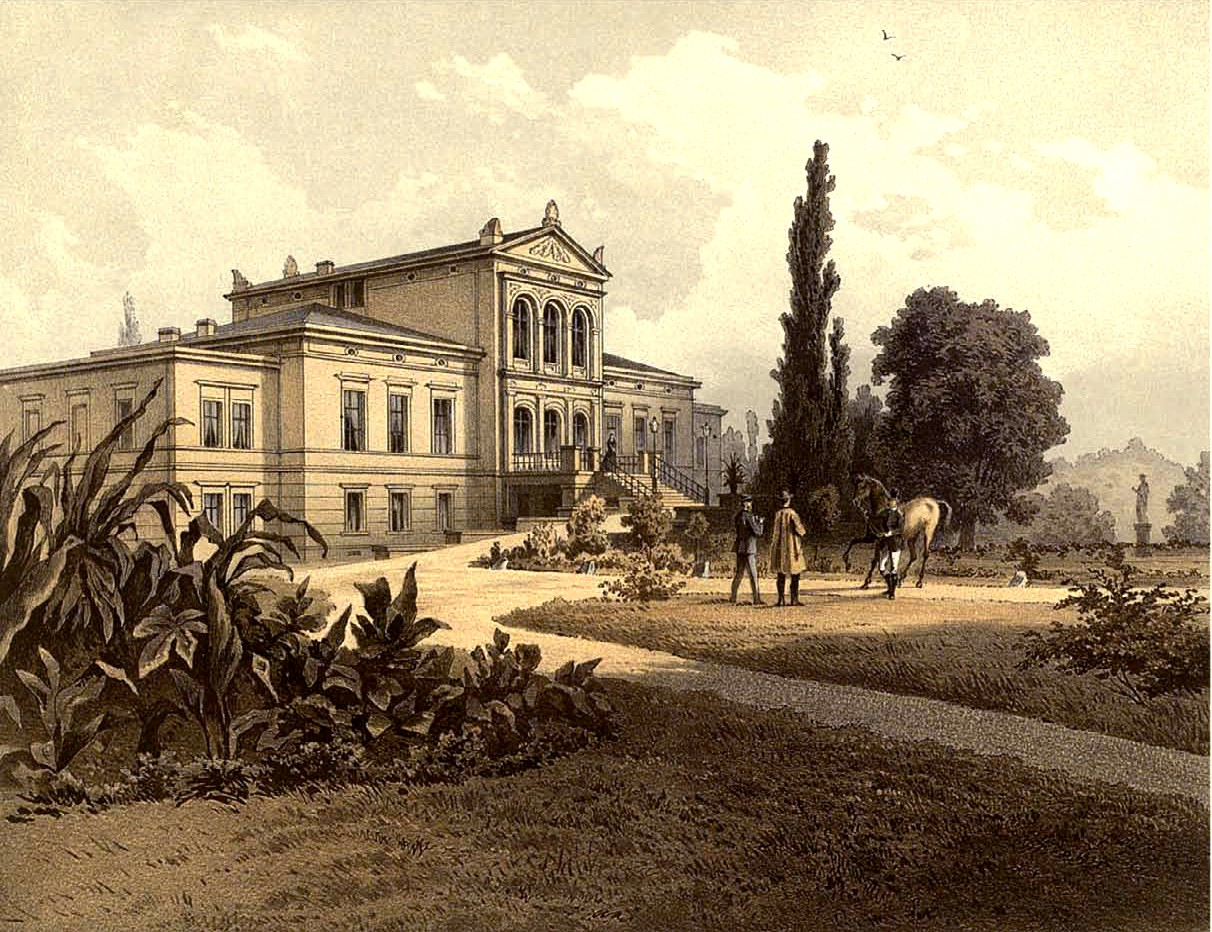
Rossoszyca
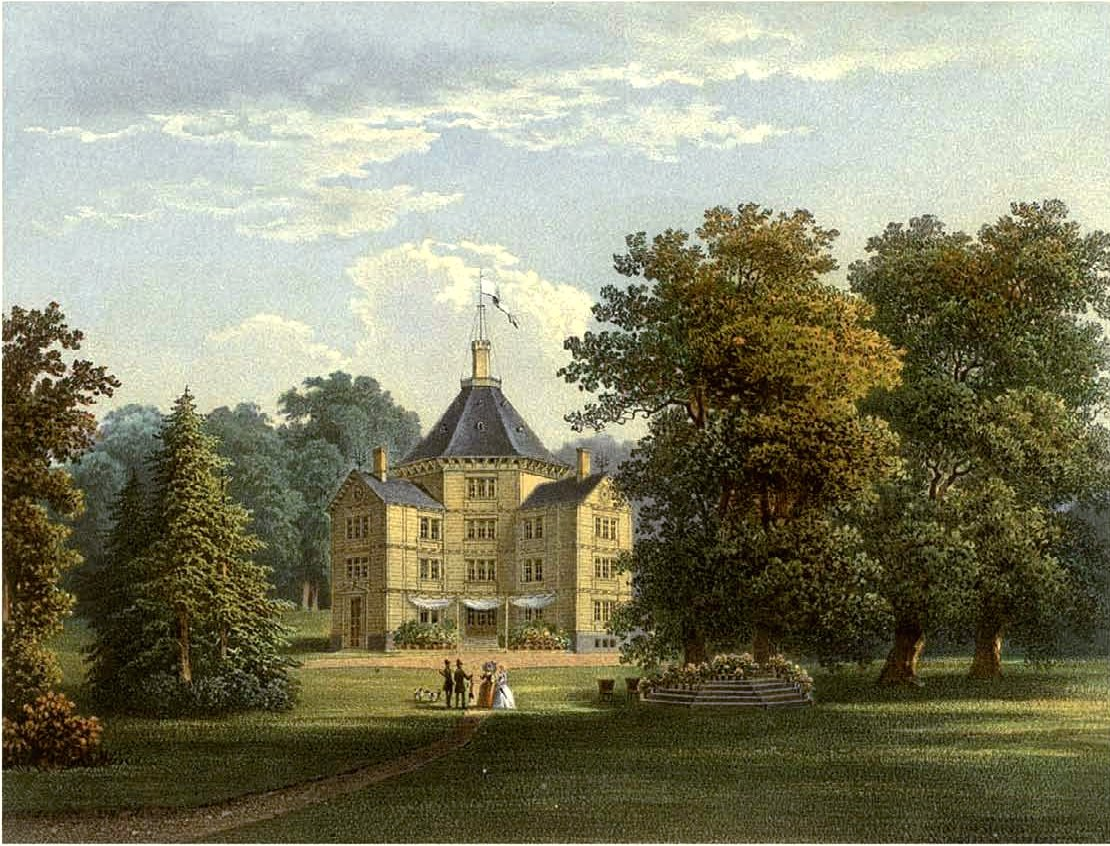
Antonin

Nach dem Wiener Kongress fiel es am 15. Mai 1815 erneut an das Königreich Preußen und wurde Teil des Regierungsbezirks Posen der Provinz Posen. Bei den preußischen Verwaltungsreformen wurde zum 1. Januar 1818 im Regierungsbezirk Posen eine Kreisreform durchgeführt, bei der der Kreis Adelnau seinen Nordteil an den neuen Kreis Pleschen abgab. Kreisstadt und Sitz des Landratsamtes war die Stadt Adelnau.
Als Teil Preußens wurde auch die Provinz Posen am 18. Januar 1871 Teil des neu gegründeten Deutschen Kaiserreichs, wogegen die polnischen Abgeordneten im neuen Reichstag am 1. April 1871 protestierten.
Am 1. Oktober 1887 wurde der Ostteil des Kreises Adelnau abgetrennt und zu einem eigenen Kreis Ostrowo geformt. An den neuen Kreis wurden abgegeben:
- die Stadt Ostrowo
- der Polizeidistrikt Ostrowo-Ost
- die Osthälfte des Polizeidistriktes Ostrowo-West mit den Landgemeinden Franklinow, Gremblew und Kollontajewo, den Landgemeinden und Gutsbezirken Bendzieszyn, Biniew, Czekanow, Karski, Kwiatkow und Slaborowice sowie den Gutsbezirken Bagatella, Lewkow, Mlynow und Szczury
- die Osthälfte des Polizeidistriktes Ostrowo-Süd mit den Landgemeinden Chynowa, Chynowpustkowie, Klein Przygodzice und Klein Wysocko, den Landgemeinden und Gutsbezirken Groß Przygodzice, Klein Wysocko und Wysocko Małe, sowie den Gutsbezirken Alt Kaminiec, Antonin und Kociemba Vorwerk.

Am 27. Dezember 1918 begann in der Provinz Posen der Großpolnische Aufstand gegen die deutsche Herrschaft, und bis auf einen südlichen Grenzstreifen mitsamt der Stadt Sulmierzyce war der Großteil des Kreises im Januar 1919 unter polnischer Kontrolle. Am 16. Februar 1919 beendete ein Waffenstillstand die polnisch-deutschen Kämpfe.
- Rossoszyca
- Antonin

### Polen
Am 28. Juni 1919 trat die deutsche Reichsregierung mit der erzwungenen Unterzeichnung des  Friedensvertrages von Versailles den Kreis Adelnau auch offiziell an das neu gegründete Polen ab. Deutschland und Polen schlossen am 25. November 1919 ein Abkommen über die Räumung und Übergabe der abzutretenden Gebiete ab, das am 10. Januar 1920 ratifiziert wurde. Die Räumung des unter deutscher Kontrolle verbliebenen Kreisgebietes und dessen Übergabe mitsamt der Stadt Sulmierzyce an Polen erfolgte zwischen dem 17. Januar und dem 4. Februar 1920.
Aus dem Kreis Adelnau wurde der polnische Powiat Odolanów. 1932 wurde der Powiat aufgelöst und an den östlichen Nachbarpowiat Ostrów Wielkopolski angeschlossen.

## Einwohnerentwicklung
| Jahr | Einwohner | Quelle |
| ---- | --------- | ------ |
| 1818 | 40.619    | [ 4 ]  |
| 1846 | 52.250    | [ 5 ]  |
| 1871 | 52.887    | [ 6 ]  |
|      |           |        |
| 1900 | 33.480    | [ 1 ]  |
| 1910 | 36.306    | [ 1 ]  |

Von den Einwohnern des Kreises waren etwa 90 % Polen und 10 % Deutsche. Der Großteil der deutschen Einwohner verließ nach 1920 das Gebiet.

## Politik

### Landräte
1793–180200Adam von Czernick
1802–180700George Josef von Zychlinski
1818–182000Lauthier
1820–183400von Lekszycki
1834–184500Adolph Tieschowitz von Tieschowa
1845–184700vakant
1847–184800Guido von Madai
1848–185100Max von Roeder
1851–185200vakant
1852–186200Carl Gustav Wocke
1862–186500vakant
1865–187300Stahlberg
1873–187700Günther von Dallwitz
1877–188600Wilhelm Mayer
1886–188700Leo von Lützow (kommissarisch)
1887–189100Arthur Germershausen (1849–1913)
1891–189900Max Bergius
1899–190000Wilhelm Niemöller (kommissarisch)
1900–190700Heimann
1907–191900Karl Knoll

### Wahlen
Der Kreis Adelnau gehörte zum Reichstagswahlkreis Posen 10. Der Wahlkreis wurde bei allen Reichstagswahlen von Kandidaten der Polnischen Fraktion gewonnen; 1871 durch Peter von Szembek und bei allen folgenden Wahlen bis 1912 durch Ferdinand von Radziwill.

## Kommunale Gliederung
Zum Kreis Adelnau gehörten zuletzt die Städte Adelnau und Sulmierzyce.  Die (Stand 1908) 46 Landgemeinden und sechs Gutsbezirke waren in Polizeidistrikten zusammengefasst.

## Gemeinden
Am Anfang des 20. Jahrhunderts gehörten die folgenden Gemeinden zum Kreis:
- Adelnau, Stadt
- Bledzianow
- Bogdaj
- Bonikow
- Chruszczyn
- Chwaliszew I
- Chwaliszew II
- Daniszyn
- Dembnica
- Garki
- Glasdorf
- Glisnica
- Granowiec
- Groß Gorzyce
- Groß Tarchaly
- Groß Topola
- Hanswalde
- Hutta
- Jankow przygodzki
- Jaskulki
- Jelitow
- Klein Gorzyce
- Klein Topola
- Lamki
- Lewkow Hauland
- Lonkocin
- Ludwikow
- Mlynik
- Nabyszyce
- Pogrzybow
- Przygodzice pustkowie
- Raczyce
- Radlow
- Raschkow
- Raschkowek
- Raschwege
- Schwarzwald
- Skrzebow
- Sulislaw
- Sulmierzyce, Stadt
- Swieca
- Swielugow
- Szczury Hauland
- Treuwalde
- Uciechow
- Volkingen
- Waldmark
- Walentynow
- Walrode
- Wierzbno
- Zacharzew
- Zembcow

Bis auf wenige Ausnahmen galten nach 1815 die polnischen Ortsnamen weiter. Zu Beginn des 20. Jahrhunderts wurden mehrere Ortsnamen eingedeutscht. Die Gemeinde Jankow zalesny II wurde am 28. Juli 1906 mit der Gemeinde Jankow zalesny I aus dem Kreis Krotoschin zur Gemeinde Hanswalde zusammengeschlossen.